# IAR K14
IAR K14 byl rumunský čtrnáctiválcový dvouhvězdicový letecký motor vyráběný společností Industria Aeronautică Română jako licenční kopie francouzského motoru Gnome-Rhône 14K.

## Varianty
IAR K14-I 40
IAR K14-I C32
Verze s maximálním výkonem 693 kW (930 hp) vzniklá v počtu 44 kusů pro stíhací letoun IAR P.24E
IAR K14-II C32
Verze s výkonem 649 kW (870 hp) vyrobená v počtu 50 kusů pro vojenský víceúčelový typ IAR 37 a 1 pro prototyp stíhačky IAR 80
IAR K14-II D32
IAR K14-III C36
Verze s výkonem 690 kW (930 hp) vzniklá v 20 kusech pro stíhač IAR 80 a 95 pro IAR 37
IAR K14-IV C32
Verze s výkonem 716 kW (960 hp) vyrobená v počtu 30 pro IAR 80, 160 pro IAR 39 a 2 pro prototypy IAR 47
IAR K14-IV C32 1000A
Verze s výkonem 764 kW (1025 hp), vyrobená v počtu 430 kusů pro stíhací letouny IAR 80A, IAR 80B, IAR 80C, IAR 81A, IAR 81B a IAR 81C

## Použití
- IAR P.24E
- IAR 37
- IAR 39
- IAR 47
- IAR 80
- IAR 81
- IAR 79

## Specifikace

### Hlavní technické údaje
- Typ: čtrnáctiválcový dvouhvězdicový motor chlazený vzduchem
- Vrtání: 146 mm
- Zdvih: 165 mm
- Zdvihový objem: 38,673 l
- Celková délka: 1 530 mm
- Průměr: 1 296 mm
- Hmotnost suchého motoru (tj. bez provozních náplní): 540 kg

### Součásti
- Ventilový rozvod: OHV
- Kompresor: jednorychlostní odstředivý mechanický kompresor
- Palivový systém: karburátor Stromberg
- Palivo: 87-oktanový letecký benzín
- Chlazení: vzduchem
- Redukční poměr: 2:3

### Výkony
- Výkon:
  - 743 kW (996 hp) při 2 390 otáčkách za minutu (vzletový)
  - 821 kW (1 100 hp) při 2 390 otáčkách (ve výši 2 600 m)
- Měrný výkon: 21,23 kW/l
- Kompresní poměr: 5,5:1
- Měrná spotřeba paliva: 328 g/(kW•h)
- Spotřeba oleje: 20 g/(kW•h)
- Poměr výkon/hmotnost: 1,52 kW/kg